# Phryganogryllacris teuthroides
Phryganogryllacris teuthroides är en insektsart som först beskrevs av Heinrich Hugo Karny 1925.  Phryganogryllacris teuthroides ingår i släktet Phryganogryllacris och familjen Gryllacrididae. Inga underarter finns listade i Catalogue of Life.